# 田村亮 (演員)
田村亮（1946年5月24日—），本名田村幸照，是出身於京都府京都市右京區的演員，畢業於成城大學經濟學部。

## 生平
他是演員阪東妻三郎（本名：田村傳吉）的四男（么子），還在小學一年級的時候就失去父親。而他的兄弟包括演員田村高廣（長男）、田村正和（三男），他們被合稱為「田村三兄弟」，長期在影劇圈內活躍。至於二哥田村俊磨（藝名：田村登志磨）則對演藝圈興趣缺缺，也僅在幾部電影與電視劇客串演出後就未再繼續發展，所以事實上田村兄弟一共有四人。
1966年他以電影『狂暴豪右衛門』出道，之後出演不少時代劇與現代劇。他的特色是擁有一種獨特魅力的聲音。至於現代劇的部份，他因經常參與兩小時特別劇的演出而有名，尤其是1986年起每年參與演出山村美紗原作的戲劇，並從2000年起飾演山村作品裡時常出現的狩矢警部， 與藤谷美紀飾演一對父女，被稱為「狩矢父女系列」，沒有間斷過（現在共拍六部・屬於朝日電視台「土曜wide劇場」系列）。

## 外部連結
- 拝啓、田村亮です。（官方網站） （页面存档备份，存于）